# Лункавіца (Тулча)
Лункавіца (рум. Luncavița) — село у повіті Тулча в Румунії. Адміністративний центр комуни Лункавіца.
Село розташоване на відстані 195 км на північний схід від Бухареста, 43 км на захід від Тулчі, 127 км на північ від Констанци, 24 км на південний схід від Галаца.

## Населення
За даними перепису населення 2002 року у селі проживали 3723 особи, з них 3721 особа (99,9%) румунів. Рідною мовою 3721 особа (99,9%) назвала румунську.